# Манитулин
Манитулин (на английски: Manitoulin Island) е остров в езерото Хюрън, влизащ в състава на провинция Онтарио, Канада. С площ от 2766 km2, това е най-големият остров в света, разположен в пресноводно езеро. Самият той съдържа над 100 езера. Преди пристигането на европейците на острова, той е бил населяван от индианци анишинаабе. В хода на археологически разкопки са намерени доказателства за поселение на острова, датиращо от 10 – 2 хилядолетие пр.н.е.
Наименованието на острова на английски идва от френската версия на историческото отавско име Manidoowaaling, което ще рече „пещера на духа“, тъй като на острова се намира подводна пещера, където се е вярвало, че живее силен дух.
На острова е разположено езерото Маниту, което е най-голямото езеро разположено на езерен остров.

## География и геология
Островът има площ от 2766 km2, което го прави най-големият остров в пресни води в света, както и 174-тият най-голям остров в света и 31-вият най-голям в Канада. Той разделя по-големия участък от езеро Хюрън на юг и на запад от Джорджиан Бей на изток и Северния канал на север.
На Манитулин се намират 108 пресноводни езера, някои от които също имат острови, като някои от тези „острови на острови“ също имат собствени езерца. Маниту, с площ от 104 km2, е най-голямото езеро на пресноводен остров в света, а остров Трежър Айлънд в езерото Миндемоя е най-големият остров в езеро на остров в езеро в света.
През острова текат четири големи реки: Кагауонг, Маниту, Блу Джей Крийк и Миндемоя, в които пъстървата и сьомгата хвърлят хайвера си. От 2007 г. на острова действа организация, която рехабилитира ручеите и реките му, с цел да се подобри водното качество и да се увеличат риболовните ресурси.
Манитулин е съставен главно от доломити, тъй като се явява продължение на полуостров Брус. Геоложката скална формация продължава на юг към Ниагарския водопад и до американския щат Ню Йорк.
Почвата на острова е сравнително алкална, поради което на него расте глог. Растението играе значителна роля в местната култура, като в негова чест през август се провежда фестивал.

## Население
Населението на острова към 2016 г. възлиза на 13 255 души. От тях, 59% са бели, 40,6% са индианци, а 0,4% са чернокожи. В религиозно отношение, 42,3% са протестанти, 37,3% изповядват римокатолицизъм, а 20,4% – други или никакви религии. В езиково отношение, 80,8% говорят английски като майчин език, 11,2% говорят оджибве, 2,8% – френски, а 0,8% – немски.
През лятото населението на острова се увеличава с почти една четвърт, поради туристическия поток. Достъпът до него е осигурен от тесен мост в северната част, а от май до октомври действа и фериботна връзка. През зимата езерото се заледява, което възпрепятства корабоплаването.